# Aline Valek
Aline Valek (Governador Valadares, 29 de julho de 1986) é uma escritora e ilustradora brasileira.

## Vida e carreira
Estudou Publicidade no Instituto de Educação Superior de Brasília (IESB) e trabalhou como redatora publicitária. Tendo se dedicado aos desenhos e quadrinhos desde a infância, foi se aproximando da literatura e abandonou a carreira na publicidade para se dedicar a ela, deixando Brasília e indo para São Paulo.
Editou, junto de Lady Sybylla, a coletânea de ficção científica feminista Universo desconstruído (2013). Em 2015, ilustrou As lendas de Dandara, de Jarid Arraes. Publicou em 2016 seu primeiro romance, As águas-vivas não sabem de si.
Mantém uma newsletter semanal chamada Bobagens imperdíveis . O podcast que roteiriza, pesquisa, produz, edita, narra e ilustra, sem periodicidade definida, tem o mesmo nome. 
Já escreveu para diversas revistas e sites, como CartaCapital, Superinteressante e Trip, e realiza oficinas de criatividade através da sua experiência no assunto.

## Obras publicadas[11]
- 2014 - Hipersonia crônica (independente) - contos
- 2015 - Pequenas tiranias (independente) - contos
- 2016 - As águas-vivas não sabem de si (Rocco) - romance[12]
- 2018 - Bobagens iimperdíveis para ler numa manhã de sábado (independente) - crônicas
- 2020 - Cidades afundam em dias normais (Rocco)- romance
- 2021 - Bobagens Imperdíveis para atravessar o isolamento: Crônicas fantásticas (independente) - contos